# Leena Pasanen
Leena Pasanen (* 1965) ist eine finnische Journalistin. Von 2015 bis 2019 war sie Intendantin des Internationalen Leipziger Festivals für Dokumentar- und Animationsfilm.

## Leben
Leena Pasanen wurde 1965 in Finnland geboren. Sie studierte Geisteswissenschaften, finnische Sprache und Literatur an der Universität Oulu.
Ab 1988 war sie als Journalistin beim Regionalbüro der Nachrichtenagentur Suomen Tietotoimisto (STT) in Oulu tätig. 1993 wechselte sie zum Fernsehsender Yle TV1 in Helsinki, wo sie bis 1998 Redakteurin und Moderatorin beim Nachrichtenmagazin des Senders war. Von 1998 bis 2000 leitete sie das Dokumentationsprogramms des Senders. Von 2000 bis 2005 wirkte sie als Programmdirektorin des Senders Yle Teema.
Von 2005 bis 2008 war Pasanen Geschäftsführerin des European Documentary Network (EDN). Danach wirkte sie bis 2011 in Helsinki als Koordinatorin und Senior Adviser bei Yle. Ab August 2011 war sie Kulturattaché an der Finnischen Botschaft in Budapest und Geschäftsführerin des Finnischen Instituts in Budapest.
2015 wurde sie Intendantin des Internationalen Leipziger Festivals für Dokumentar- und Animationsfilm. Unter ihrer Leitung etablierte sie kostenlose öffentliche Kinovorführungen im Leipziger Hauptbahnhof, verzahnte die Dokumentar- und Animationsfilm-Genres im Festival enger, führte eine Frauenquote für den deutschen Wettbewerb ein und verbesserte Angebote für Hör- und Sehbeeinträchtigte. 2019 endete ihre Intendanz des Festivals. Im Anschluss leitete sie in Bologna das Biografilm Festival. 2023 übergab sie die Leitung des Festivals an Massimo Benvegnù und Chiara Liberti.